# Thomas Smythe
Thomas Smythe (también escrito como Smyth o Smith;Ostenhanger, luego Westenhanger, Kent, c. 1558 - Sutton-at-Hone, Kent, 4 de septiembre de 1625) fue un destacado comerciante, empresario, político, diplomático y administrador colonial inglés.
Miembro de las compañías de librea de sederos y peleteros de la City de Londres, participó en la formación de la Compañía de Virginia de Londres, que fundó la colonia de Virginia en Norteamérica, y de la Compañía de las Indias Orientales.
Fue Auditor y Sheriff de la City de Londres. Parlamentario por Aylesbury, Dunwich y Sandwich, también fue tesorero del hospital San Bartolomé de Londres y de las colonias de Virginia y las Bermudas. Financió la expedición de búsqueda de un paso por el Noroeste hacia Japón y China y fue embajador ante el zar de Rusia.
Casado tres veces, sus dos primeras esposas murieron relativamente jóvenes y sin dejar descendencia. Con su tercera esposa, Sara Blount, tuvo cuatro hijos.

## Infancia y juventud
Hijo de Thomas "Customer" Smythe y Alice Judde Smythe cuyo padre, Andrew Judde, fue lord mayor de Londres, alcalde, en 1550 y uno de los fundadores de la Muscovy Company, charteada en 1555 para comerciar con Rusia. Nació alrededor de 1558, en Ostenhanger, luego Westenhanger, Kent, Inglaterra. Fue el segundo de trece hijos del matrimonio. 
Fue educado en la Merchant Taylors' School. Su padre tenía una tienda de artículos de mercería en Londres y era cliente del puerto de Londres, importador.

## Primeros años
En 1580 fue admitido en la Worshipful Company of Haberdashers, gremio de sederos, y también en la Worshipful Company of Skinners, gremio de peleteros. Dos de los doce gremios mayores de la ciudad de Londres. Rápidamente destacó como comerciante y se hizo rico, después entró en la política para incrementar sus negocios.

## Empresario y carrera política

### Empresario
En 1581, fue uno de los fundadores de la Compañía del Levante, Levant Company, que comerciaría con Turquía y el levante.
En 1588 posiblemente contribuyó a financiar a la reina Isabel I de Inglaterra en su alistamiento para enfrentar el peligro de Armada Invencible.
El 7 de marzo de 1589 obtuvo, junto a otros comerciantes y caballeros londinenses, acciones de la Compañía de Virginia de Londres. En 1592 obtuvo de Walter Raleigh derechos de asentamiento en la colonia de Virginia.
Desde 1597 hasta 1601 fue tesorero del Hospital San Bartolomé de Londres. En 1599-1600 fue nominado director de la Haberdasher's company, gremio de los sederos de la ciudad de Londres.
En octubre de 1600 se constituyó la East India Company y Smythe fue designado su primer gobernador,
cargo que mantuvo hasta julio de 1621 excepto entre los años 1605 y 1607.
El 20 de noviembre de 1606, el rey Jacobo I nombró a Thomas Smythe como uno de los trece miembros del consejo de su majestad que dirigiría la Virginia Company de Londres que recientemente había obtenido una Carta Real para colonizar una parte de la coste este de Norteamérica y en 1609, con ocasión de un segundo Chárter, el consejo lo eligió primer tesorero de la compañía y de facto gobernador no residente hasta su renuncia en 1620, año en que fue formalmente acusado de enriquecerse a expensas de la empresa. El rey no aceptó los cargos contra Smythe,
El 26 de julio de 1612, el rey Jacobo I le concedió a la North-West Passage Company los derechos para buscar una ruta hacia Japón y China. Smythe fue designado gobernador de la compañía.
El 29 de junio de 1615, el rey Jacobo I le concedió a la Compañía de las islas Sommers el derecho de colonización y de comercio con Bermuda, Smythe fue designado gobernador de la compañía.
En 1618, Smythe fue designado comisionado de la marina.
En mayo de 1623, el Consejo privado (Privy Council) inició una investigación sobre la administración de la Virginia Company. El 24 de mayo de 1624, luego de un año de investigación, la Corona revocó el charter de la Virginia Company of London y asumió el control directo de la colonia de Virginia.

### Político
En 1597, fue elegido miembro del parlamento en representación de Aylesbury, representación que habían tenido su padre y su hermano mayor.
En 1597-1598, trabajó como auditor de la ciudad de Londres. En 1598 actuó como comisario en las negociaciones de comercio con los holandeses. En 1599-1601 fue nombrado miembro del municipio de la ciudad de Londres y en noviembre de 1600 sheriff de la ciudad.
El 14 de febrero de 1601 Smythe fue arrestado bajo sospecha de estar involucrado en un atentado, liderado por Robert Devereux, II conde de Essex, para derrocar a la reina Isabel. Fue destituido de su cargo de sheriff de la ciudad de Londres y el 2 de marzo de 1601 fue transferido como preso a la Torre de Londres, donde permaneció más de un año. Después de pagar una multa fue puesto en libertad.
El 13 de mayo de 1603 fue nombrado caballero por el recién coronado rey Jacobo I. En 1604, fue elegido  representante de Dunwich ante el parlamento. En 1614 fue representante de Sandwich ante el parlamento y en 1621 elegido como representante de Saltash al parlamento.

### Diplomático
El 19 de marzo de 1604 fue nombrado embajador especial del rey Jacobo I ante el zar de Rusia, Boris I. Smythe viajó a Rusia ese mismo año y negoció nuevos privilegios comerciales para la Compañía de Moscovia.

## Familia, muerte y legado

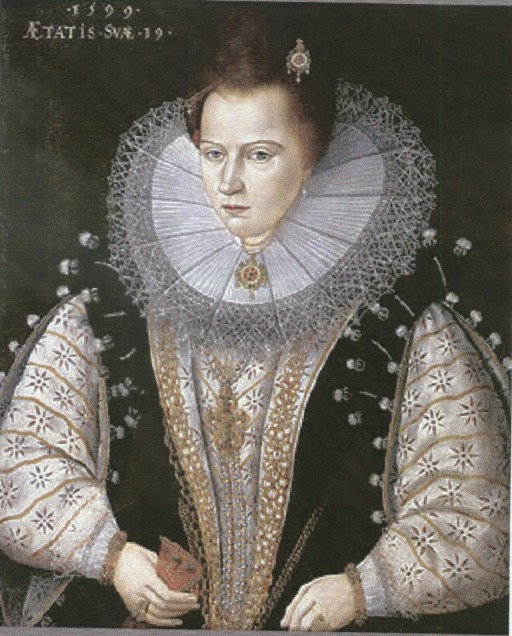
Su esposa Sara Blount, madre de sus cuatro hijos.

Se casó tres veces. Las dos primeras esposas, Joan Hobbs y Judith Culverwell, murieron relativamente jóvenes y sin dejar descendencia. Con la tercera esposa, Sara Blount, condesa de Leicester, tuvo una hija que murió soltera en 1627 y de sus tres hijos hombres dos parece que fallecieron antes que el padre y el mayor, John Smythe de Bidborough, se casó y tuvo descendencia. 
El 31 de enero de 1622 redactó su testamento en el que estipuló que el gremio de los Peleteros sería su fiduciario para las organizaciones benéficas; dejó £100 para los hospitales de Londres, £100 para construir iglesias en Virginia y en las islas Somers y £500 a la compañía Muscovy para pago de deudas. Los legados a la familia y amigos superaron las £500, mientras que sus empleados deberían recibir cada uno £1 por año a su servicio.
Thomas Smythe falleció el 4 de septiembre de 1625 probablemente a consecuencia de alguna plaga de la época. Fue sepultado bajo un suntuoso monumento en la iglesia de San Juan Bautista en la localidad de Sutton-at-Hone, Kent.
Su trabajo y perseverancia fueron en gran parte responsables del éxito de la colonia de Virginia.
El descubridor del Paso del noroeste al oriente, William Baffin, en su honor bautizó como Smith sound, el estrecho entre la isla de Ellesmere y Groenlandia.
Smythe amasó una gran fortuna, una parte considerable de ella la dedicó a la beneficencia. Aportaba a la escuela pública de Tonbridge que había sido fundada por su abuelo Andrew Judde y por intermedio de la parroquia de Tonbridge ayudaba a los pobres mediante múltiples obras de caridad.
Sus títulos son: Sir Thomas Smythe of North Ash, of Bidborough and of Sutton at Hone Kent, Haberdasher, Sheriff of London, Knight.